# Gulbröstad paradiskungsfiskare
Gulbröstad paradiskungsfiskare (Tanysiptera sylvia) är en fågel i familjen kungsfiskare inom ordningen praktfåglar.

## Utseende och levnadssätt
Gulbröstad kungsfiskare är en färgglad kungsfiskare med mycket långa vita stjärtpennor, roströd undersida och lysande röd näbb. Den är vidare blå på huvud och vingar, svart i en ögonmask och har en vit strimma nerför ryggen. Ungfågeln har kortare stjärt och en svart näbb. Den häckar i fuktiga tropiska områden, i hålor i gamla termitbon. 

## Utbredning och systematik
Gulbröstad paradiskungsfiskare delas in i två underarter:
- T. s. salvadoriana – förekommer på sydöstra Nya Guinea (Hall Sound, Kemp Welch River)
- T. s. sylvia – häckar i nordöstra Australien (norra Queensland), övervintrar på New Guinea

Tidigare behandlades svarthuvad paradiskungsfiskare (Tanysiptera nigriceps) som en del av sylvia och vissa gör det fortfarande.

## Status och hot
Arten har ett stort utbredningsområde, men tros minska i antal, dock inte tillräckligt kraftigt för att den ska betraktas som hotad. Internationella naturvårdsunionen IUCN listar arten som livskraftig (LC).